# Sainte-Gemme (Marne)
Sainte-Gemme település Franciaországban, Marne megyében. Lakosainak száma 134 fő (2022. január 1.). Sainte-Gemme Cierges, Goussancourt, Ronchères, Villers-Agron-Aiguizy, Champvoisy és Passy-Grigny községekkel határos.

## Népesség
A település népessége az elmúlt években az alábbi módon változott:
| Lakosok száma | 135  | 108  | 126  | 137  | 146  | 141  | 139  | 138  | 137  | 134  |
|               | 1968 | 1982 | 1990 | 2006 | 2013 | 2015 | 2017 | 2019 | 2020 | 2022 |